# Olympische Winterspiele 1984/Teilnehmer (Südkorea)
| Gelbes Symbol für Goldmedaillen mit stilisierten Olympischen Ringen | Graues Symbol für Silbermedaillen mit stilisierten Olympischen Ringen | Braundes Symbol für Bronzemedaillen mit stilisierten Olympischen Ringen |
| ------------------------------------------------------------------- | --------------------------------------------------------------------- | ----------------------------------------------------------------------- |
| —                                                                   | —                                                                     | —                                                                       |

Südkorea nahm an den Olympischen Winterspielen 1984 in Sarajevo mit einer Delegation von 15 Athleten (4 Frauen, 11 Männer) teil.

## Teilnehmer nach Sportarten

### Biathlon
Herren:
- Hwang Byung-dae
10 km: 62. Platz
20 km: 60. Platz

### Eiskunstlauf
| Damen: - Kim Hae-sung 23. Platz | Herren: - Cho Jae-hyung 23. Platz |

### Eisschnelllauf
| Damen: - Choi Seung-youn 500 m: 29. Platz 1000 m: 35. Platz 1500 m: 26. Platz - Lee Kyung-ja 1000 m: 34. Platz 1500 m: 27. Platz 3000 m: 24. Platz - Lee Yeon-ju 500 m: 22. Platz 1000 m: 31. Platz 1500 m: 28. Platz | Herren: - Bae Gi-tae 500 m: 28. Platz 1000 m: 28. Platz - Lee Yeong-ha 500 m: 28. Platz 1000 m: 28. Platz 1500 m: 23. Platz 5000 m: 27. Platz 10.000 m: 27. Platz - Na Yun-su 500 m: 31. Platz 1000 m: 30. Platz 1500 m: 30. Platz 5000 m: 30. Platz |

### Ski Alpin
Herren:
- Eu Woo-youn
Abfahrt: 58. Platz
Riesenslalom: DSQ
Slalom: 35. Platz
- Kim Jin-hae
Abfahrt: 57. Platz
Riesenslalom: DSQ
Slalom: 31. Platz
- Park Byung-ro
Abfahrt: 52. Platz
Riesenslalom: DSQ
Slalom: DNF

### Ski Nordisch

#### Langlauf
Herren:
- Cho Sung-hoon
15 km: DSQ
30 km: 66. Platz
- Kim Bo-nam
15 km: 71. Platz
- Park Ki-ho
15 km: 62. Platz
30 km: 60. Platz